# Arrukum
Arrukum (alte Lesung: Ar-Ennum) war ein hoher Beamter, der in Ebla amtierte. Die ältere Forschung sah ihn als König. Er amtierte 5 Jahre unter König Irkab-Damu und war in diesen Jahren die führende Persönlichkeit am Hof. Er wird in zahlreichen Urkunden genannt. In seiner Amtszeit erschienen neue Typen von Dokumente in der Verwaltung, deren Einführung auf ihn zurückzuführen ist. Er starb nur wenige Monate, bevor der König verstarb. In Texten werden Geschenke der Verwaltung für seine Bestattung aufgelistet.